# Brevörde
Brevörde település Németországban, azon belül Alsó-Szászország tartományban. Lakosainak száma 585 fő (2023. december 31.). Brevörde Ottenstein és Vahlbruch községekkel határos.

## Népesség
A település népességének változása:
| Lakosok száma | 632  | 630  | 629  | 575  | 596  | 585  |
|               | 2016 | 2017 | 2019 | 2021 | 2022 | 2023 |